# Görsbach
Görsbach település Németországban, azon belül Türingiában. Lakosainak száma 961 fő (2023. december 31.).

## Népesség
A település népességének változása:
| Lakosok száma | 1054 | 1030 | 1012 | 997  | 961  |
|               | 2017 | 2019 | 2021 | 2022 | 2023 |